# Integriteit (persoon)
Integriteit is de persoonlijke eigenschap, karaktereigenschap, van een individu die inhoudt dat de betrokkene eerlijk en oprecht is en niet omkoopbaar. De persoon beschikt over een intrinsieke betrouwbaarheid, liegt niet, houdt woord, heeft geen verborgen agenda en veinst geen emoties. Een persoon met deze eigenschappen wordt integer genoemd. Een integer persoon zal haar/zijn handelen niet laten beïnvloeden door oneigenlijke zaken.

## Personen
Een karaktereigenschap is tot op zekere hoogte iets subjectiefs. Er bestaat vaak een min of meer collectief gedragen beeld van wat het begrip integer inhoudt. Min of meer, want het bestempelen van iemand als integer kan ook op controverses stuiten. Wat de een beschouwt als betrouwbaar, kan soms anders worden ervaren door een ander. Belangrijk is steeds dat een integer persoon eerlijk en op basis van feiten verantwoording kan afleggen over eigen handelen, binnen regels van de wet. Daarnaast komt het soms voor dat publieke figuren, in politiek, amusementswereld etc., die in brede kring worden ervaren als integer door bezwarende feiten door de mand vallen en vervolgens veel kritischer beoordeeld worden door de publieke opinie.
Integriteit wordt in de ethiek gezien als een deugd, een positieve karaktertrek van een persoon. Mensen kunnen meer dan één deugd hebben en wat als integer of verantwoordelijk wordt ervaren, kan naar tijd en plaats in accent verschillen.  Een integer persoon in relatie tot werk of het openbaar bestuur is iemand die zich houdt aan de waarden en regels die daarvoor gelden. Volgens sommigen kan 'rechtsstatelijkheid' worden gezien als een deugd voor organisaties en de mensen die er werken. Hiermee wordt bedoeld dat regels en beginselen van de rechtsstaat als leidraad kunnen dienen voor integer handelen.

## Binnen organisaties
In organisaties kan een compliance officer aangesteld zijn om toe te zien op de integriteit (conformiteit) en kan er een vertrouwenspersoon aanwezig zijn waar medewerkers met vragen en problemen op het gebied van integriteit terechtkunnen. Zo kan het aannemen van een relatiegeschenk van een klant schadelijk zijn voor de reputatie van de organisatie. Een compliance officer en vertrouwenspersoon zijn nuttig om dat te toetsen en daarmee de integriteit te bevorderen, maar niet altijd genoeg. Om veel vormen van machtsmisbruik tegen te gaan is het vooral de leiding van de organisatie die dient te waken voor inbreuken op de integriteit en zelf het goede voorbeeld geven.

### Soft controls
De organisatiecultuur speelt een belangrijke rol bij het bevorderen van integriteit binnen organisaties. Zo dienen medewerkers te weten wat de interne afspraken zijn over integriteit, en dit terug te zien in het gedrag van leidinggevenden. Ook is het belangrijk dat medewerkers zich betrokken voelen en voldoende tijd en middelen krijgen om hun werk integer uit te voeren. Een sterke organisatiecultuur kent een hoge mate van transparantie en faciliteert het bespreken van dilemma's en kwesties. Medewerkers ervaren genoeg ruimte en veiligheid om elkaar aan te spreken op ongewenst gedrag en zien dat er wordt ingegrepen door de leiding als zulk gedrag zich voordoet. Door accountants worden dit 'soft controls' genoemd omdat het factoren zijn die niet in beleid, procedures of regels zijn vast te leggen. Het betreft cultuur, klimaat en leiderschap in een organisatie.

## Relevante begrippen
- Fraude
- Omkoping
- Smeren en verteren